# Chylocladia
Champiocolax nom. cons., rod crvenih algi u porodici Champiaceae,dio reda Rhodymeniales. Postoji 11 priznatih vrsta.
Tipična Chylocladia kaliformis (Goodenough & Woodward) Hooker, sinonim je za Chylocladia verticillata (Lightfoot) Bliding, morsku algu uz obale Europe i Afrike. Ima je i u Jadranu

## Vrste
1. Chylocladia capensis Harvey
2. Chylocladia fasciata Meneghini
3. Chylocladia grandis Reedman & Womersley
4. Chylocladia pelagosae Ercegovic
5. Chylocladia perpusilla Weber Bosse
6. Chylocladia podagrica J.Agardh
7. Chylocladia rigens (C.Agardh) J.Agardh
8. Chylocladia schneideri D.L.Ballantine
9. Chylocladia torulosa (Kützing) Dizerbo
10. Chylocladia verticillata (Lightfoot) Bliding
11. Chylocladia wynnei Alongi, Cormaci & Furnari

## Vanjske poveznice
|  | Zajednički poslužitelj ima još gradiva o temi Chylocladia |
|  | Wikivrste imaju podatke o taksonu Chylocladia             |